# Guido Crosetto
Guido Crosetto (ur. 19 września 1963 w Cuneo) – włoski polityk, przedsiębiorca i samorządowiec, deputowany, jeden z liderów partii Bracia Włosi, od 2022 minister obrony.

## Życiorys
Po szkole średniej podjął studia ekonomiczne na Uniwersytecie Turyńskim. Studiów tych nie ukończył, choć w późniejszych latach błędnie deklarował bycie absolwentem tej uczelni. Zajmował się prowadzeniem rodzinnego przedsiębiorstwa. Zaangażował się w działalność polityczną w ramach Chrześcijańskiej Demokracji. Był sekretarzem regionalnym jej ruchu młodzieżowego, a w latach 1985–1990 sekretarzem krajowym do spraw szkoleń. W 1988 pełnił funkcję doradcy premiera Giovanniego Gorii do spraw gospodarczych. W latach 1990–2004 zajmował stanowisko burmistrza miejscowości Marene, od 1999 do 2009 zasiadał w radzie prowincji Cuneo.
W międzyczasie, po rozpadzie chadecji, dołączył do partii Forza Italia, w latach 2003–2009 był koordynatorem FI w Piemoncie. W 2009 wraz z tym ugrupowaniem współtworzył Lud Wolności. W 2001 po raz pierwszy został wybrany w skład Izby Deputowanych, z powodzeniem ubiegał się o reelekcję w 2006 i 2008, sprawując mandat posła XIV, XV i XVI kadencji. W latach 2008–2011 był podsekretarzem stanu w resorcie obrony w czwartym rządzie Silvia Berlusconiego. W 2012 został prezesem portu lotniczego Cuneo-Levaldigi, ustąpił po miesiącu z uwagi na niepołączalność tej funkcji w mandatem deputowanego.
W grudniu 2012 współtworzył jedną z grup politycznych, które połączyły się w nowe ugrupowanie pod nazwą Bracia Włosi. Był początkowo jednym z trzech krajowych koordynatorów partii. W 2013 znalazł się poza parlamentem, w 2014 bez powodzenia kandydował w wyborach europejskich i regionalnych. Wycofał się z aktywności politycznej, obejmując w 2014 stanowisko prezesa federacji AIAD, skupiającej włoskie przedsiębiorstwa zajmujące się lotnictwem, obronnością i bezpieczeństwem.
Po kilkuletniej przerwie powrócił do działalności partyjnej. W 2018 z ramienia partii Bracia Włosi został wybrany do Izby Deputowanych XVIII kadencji. Odszedł z parlamentu w marcu 2019. W październiku 2022 objął stanowisko ministra obrony w rządzie Giorgii Meloni.
Krewny polityka Giovanniego Crosetto.

## Odznaczenia
- Komandor Orderu Zasługi Republiki Włoskiej – 2014[8]
- Krzyż Komandorski z Gwiazdą Orderu Zasługi Rzeczypospolitej Polskiej (Polska) – 2024[9]
- Order Księcia Jarosława Mądrego III klasy (Ukraina) – 2025[10]